# 與路島
27°22′08″N 128°34′00″E / 27.36889°N 128.56667°E
與路島（日语：／ Yoro-jima、琉球語：／ ）是奄美群島中的一個島嶼，位於加計呂麻島南方，面積9.35平方公里，為奄美群島有人居住的島嶼中面積最小的一個。行政區屬於鹿兒島縣瀨戶內町，島上居民約一百多人。交通上每天有一班定期渡輪從瀨戶內町的主要聚落古仁屋，或是可從古仁屋搭乘水上計程車往來。
與路島東側有一座ハンミャ島，為無人小島。